# Олью-д’Агуа-ду-Боржис
Олью-д’Агуа-ду-Боржис (порт. Olho-d'Água do Borges)  —  муниципалитет в Бразилии, входит в штат Риу-Гранди-ду-Норти. Составная часть мезорегиона Запад штата Риу-Гранди-ду-Норти. Входит в экономико-статистический  микрорегион Умаризал. Население составляет 4376 человек на 2006 год. Занимает площадь 141,170 км². Плотность населения — 31,0 чел./км².

## Статистика
- Валовой внутренний продукт на 2003 год составляет 10 271 029,00 реалов (данные: Бразильский институт географии и статистики).
- Валовой внутренний продукт на душу населения на 2003 год составляет 2326,39 реалов (данные: Бразильский институт географии и статистики).
- Индекс развития человеческого потенциала на 2000 год составляет 0,631 (данные: Программа развития ООН).